# Voloave, Soroca
Voloave este un sat din cadrul comunei Parcani din raionul Soroca, Republica Moldova.
Are o suprafață de circa 2,04 kilometri pătrați, cu un perimetru de 7,11 km. Localitatea se află la distanța de 11 km de orașul Soroca și la 154 km de Chișinău.

## Populația
Conform datelor recensămîntului din anul 2004, populația satului constituia 948 de oameni, dintre care 47,47% - bărbați și 52,53% - femei. Structura etnică a populației: 98,63% - moldoveni/români, 0,53% - ucraineni, 0,74% - ruși.

## Istorie
A fost atestat documentar pentru prima dată la 8 august 1629. Numele satului provine probabil de la un nume de persoană: Vol, Volea, Vladimir.
Numele satului, conform savantului Anatol Eremia, provine de la un nume de persoană: Voi (Volea), hipocoristicul numelui Vladimir. Voi + suf. - ova = Volova, la plural - Voloave.
Pe la începutul sec. XX răzeșii din Voloave mai păstrau, probabil, documente în baza cărora au informat instituțiile statului rus că satul a fost întemeiat în 1622. Această dată figurează și în DSB din 1923, și în ESM (Chișinău, 1971, vol.2,p. 75.)
La 11 iunie 1646 proprietarii Costin și fratele său Ștefan, fiii lui Toma, din s. Volova vând o parte din moșia denumită Tureatca Arte-miei, soția lui Dumitrașco, pentru 30 de taleri bătuți.
La 12 iulie 1746, prin actul de partaj al moșiilor lui Constantin Mavrodin, satul Voloave i se repartizează Smarandei.2 La 10 iulie 1781 moșia Voloave e pomenită în hotarnica tîrgului Soroca.
Biserica „Sfântul Nicolai" în clădire de lemn, bine păstrată, înzestrată suficient cu veșminte și cărți, este atestată documentar în 1806.
Moșia continuă să fie stăpânită de răzeși, conform documentelor din 1817 având 200 fălci de fânaț, 100 fălci de imaș, 100 f. loc de arătură. Satul Voloave ocupa 30 fălci. Locuitorii se împărțeau în pătura privilegiată alcătuită din 2 preoți, 1 dascăl, 1 pălămar, 10 mazili și 3 văduve  de mazili; și în pătura neprivilegiată: 25 gospodari, 7 văduve și Numele satului figurează într-un raport din 16 octombrie 1819 privind activitatea comisiei instituite pentru combaterea epidemiei de ciumă în localitățile sorocene. De aici încolo, până în 1835, satul s-a aflat în ținutul / județul Iași (Bălți).
în 1865 moșia răzeșească cuprindea 1.160 des. de pământ. O parte de sat și de moșie aparținea mănăstirii Frumoasa din Moldova din dreapta Prutului, care stăpânea în întregime moșia Zastînca. In legătură cu acest fapt, partea de Voloave ce îi revenise a fost denumită Zastînca - II. La 23 aprilie 1867 moșia mănăstirească a fost dată în arendă pe 12 ani grecului Dumitru Satiriadi.
în 1866 la Voloave se deschide o școală elementară pe lângă biserică.1
Moșia răzeșească Voloave, în 1869, era stăpânită de 48 odnodvorți - răzeși, 33 țărani și 2 mic-burghezi (Mihail și Petru Mîra). 25 de odnodvorți purtau numele de familie Ganea, 2 - Guțu, 3 - Ordovan. Mai erau printre răzeși cîte un Gheorghiu, Conciul, Durac, Motoc. Pro-prietarii-țărani purtau numele de familie Purice, Brăguță, Zamăneagră, Stratulat, Armaș, Godînca, Prodan, Spinei, Grușcean, Sîrbu, Negru, Ză-brian, Zgîrbaci, Cibotaru, Dascăl, Dubălari, Silvestru, Cramarciuc.2
1 noiembrie 1869. Studentul Seminarului Teologic din Chișinău Feodor Gîrlea e numit preot la Voloave.3
Satul se afla deja în volostea Ocolina.
La 8 iulie 1870 țăranilor de pe moșia mănăstirească Voloave-Zastînca li s-au repartizat loturi de pământ în folosință de lungă durată, pe care ei trebuiau să le răscumpere până la 1 noiembrie 1889, plătindu-i mănăstirii 15.904 ruble.
Răzeșii, cum se știe, stăpâneau pământul în devălmășie, pe „bătrâni”. „Bătrân" era denumit sectorul stăpânit de un neam care, cu vremea, se diviza în mai multe familii. Către sfârșitul sec. XIX răzeșii din Voloave tot mai insistent tind să-și delimiteze părțile lor din „bătrînur comun. Astfel, la 10 decembrie 1888, la uprava de zemstvă din Soro-ca sosește un demers în care se spune: „Ne adresăm noi, proprietarii particulari ai ocinei Voloave: Chirică Gîncu, Nicolai Iv.Ganea, Măria Vas.Cramarciuc, Timofei Cosnițan, Todor Armaș, Vasile Zamănea-gră, Manuil Brăguță, Afanasie Hirescu, Feodor Guțu, Gheorghe Țap, Grigore Arhire Ganea, Timofei Bulat și Petru Purice.
Stăpânind în bătrânul „Brăguțescu" 78 des. de pământ, noi plătim în comun un impozit anual de 22 ruble 38 copeici, pe o listă de impunere comună. Până în prezent am plătit cu toții la timp, până în 1888. In vederea creării unor comodități noi am împărțit între noi cele 78 desetine, stabilind cât pământ deține fiecare și cât trebuie să plătească pentru sectorul său, și anume: Chirica Gîncu - 26 des., Nicolai Iv. Ganea - 4 des.; Măria Cramarciuc - 13 des., Todor Armaș - 3 des., Afanasie Hirescu - 6 des... (ș.a.m.d. - n.a.). Rugăm ca la anul viitor să ne trimiteți listele de impunere fiecăruia aparte".1
Cereri similare au depus „țăranul-răzeș", cum e scris în document, Grigore Brăguță, care deținea 20 des., „odnodvorețul-răzeș" Constantin Gheorghiu (22 des.) ș.a. Bătrânii în care dețineau pământ petiționarii se numeau: Lupescul, Arionescul, Andrunăchescul, Zgu-rean, Brăguțescu, Ianachiescu.
In 1890 la școala din sat învățau 20 de băieței și 2 fetițe. învățător era Panteleimon Ermaș.
Câțiva ani la rând, din cauza secetei, sătenii sunt nevoiți să-i solicite zemstvei împrumuturi de cereale pentru hrană și semințe: 1892 - 310 puduri de porumb, 204 puduri de orz, 276 puduri de hrișcă, 22 puduri de mălai; 1896- 1.618 puduri de porumb, 360 puduri de orz pentru 555 suflete.
1897. învățător e numit Teodor Gribincea.
1901. Preotul Vladimir Scodigor din s. Ciorești e transferat la Voloave.
1902. E concediată învățătoarea școlii elementare Agafia Ganea. E numit Petru Țarălungă.
Septembrie 1902. Se construiește clădirea nouă a bisericii. Preot e numit Vladimir Tuzlucov din s. Cinișeuți.
1904. Școala de alfabetizare se închide din lipsă de mijloace pentru construcția unei încăperi.
1905. în Voloave-Zastânca se numără 125 copii între 8 și 12 ani. Școală nu este.
1909. Se termină pietruirea sectorului Voloave a șoselei Soroca-Bălți.
1914. în sat se organizează un punct de închiriere a inventarului agricol, care dispune de o semănătoare, un cultivator, treier, vânturătoare. Se înființează și o livadă-model, unde se plantează 117 pomi.
25 noiembrie 1915. Pe câmpul de luptă din primul război mondial e rănit Bolocan Hariton M. din Voloave.
1922. în cadrul reformei agrare basarabene, 126 locuitori din Voloave au fost împroprietăriți cu 273 ha 2.000 m.p. de pământ, 89 locuitori din Zastînca-II au primit 242 ha 8.500 m.p.1
1923. Voloave, plasa Nădușită. Regiune de colină. înălțimea dealului deasupra Mării Negre - 332 m. 212 case locuite, 1.205 locuitori, 2 tovărășii sătești, moară de vînt; școală primară mixtă, biserică, poștă rurală, primărie. Zastînca-II. Dealul Hârtop. Clădiri locuite - 95, locuitori - 480; primărie.
Anuarul „ SOCEC" al României Mari pe anii 1923-1924 (p.231) scrie: „Voloave, 1076 locuitori. Primar Vasile Ganea, notar - Hariton Bolocan, învățătoare Irina Mușcinschi și Vera Ostapov, preot paroh Ion Mușcinschi. Cooperativele de consum „Dobânda" și „Folosul". Zastînca-II, 420 locuitori, primar Condrat Prisăcaru, notar Nicolae Gheorghiu, cârciumar Androne Zăbrian".
1925. La biserica „Sf. Nicolae" din Voloave își începe serviciul tânărul preot Ioan Ilieș.
Recensământul din 29 decembrie 1930 înregistrează la:
Voloave, plasa Florești, jud. Soroca: 1.047 locuitori, 330 gospodării, 327 case; știutori de carte: 229 bărbați și 118 femei sau 41,2% din numărul persoanelor de la 7 ani în sus; structura națională: 1.026 români, 4 ruși, 1 polon, 16 evrei.
Zastânca-II: 472 locuitori, 117 gospodării, 106 case. Știutori de carte: 37 bărbați și 16 femei sau 14,4% din numărul persoanelor în vârstă de la 7 ani în sus; structura națională: 462 români, 1 german, 1 rus, 8 țigani.
1933. Școala primară mixtă din Voloave întrunea 84 copii, învățători erau Maxim Vescu, Valentina Pantaz, V.Stempovschi, Sofia Mîță. Funcționa o școală primară și la Zastînca-II, unde Alexandra Pașcani și Constantin Vrabie instruiau 79 copii.2